# 1987 ST11
1987 ST11 är en asteroid i huvudbältet som upptäcktes den 23 september 1987 av den belgiske astronomen Henri Debehogne vid La Silla-observatoriet.
Asteroiden har en diameter på ungefär 8 kilometer.